# Fintan Monahan
Fintan Monahan (ur. 23 stycznia 1967 w Tullamore) – irlandzki duchowny katolicki, biskup Killaloe od 2016.

## Życiorys
Święcenia kapłańskie otrzymał 16 czerwca 1991 i uzyskał inkardynację do archidiecezji Tuam. Przez kilkanaście lat pracował jako duszpasterz parafialny. Od 2006 pracował w archidiecezjalnym sekretariacie.
29 lipca 2016 papież Franciszek mianował go ordynariuszem diecezji Killaloe. Sakry udzielił mu 25 września 2016 metropolita Cashel - arcybiskup Kieran O’Reilly.